# Munster van Bazel

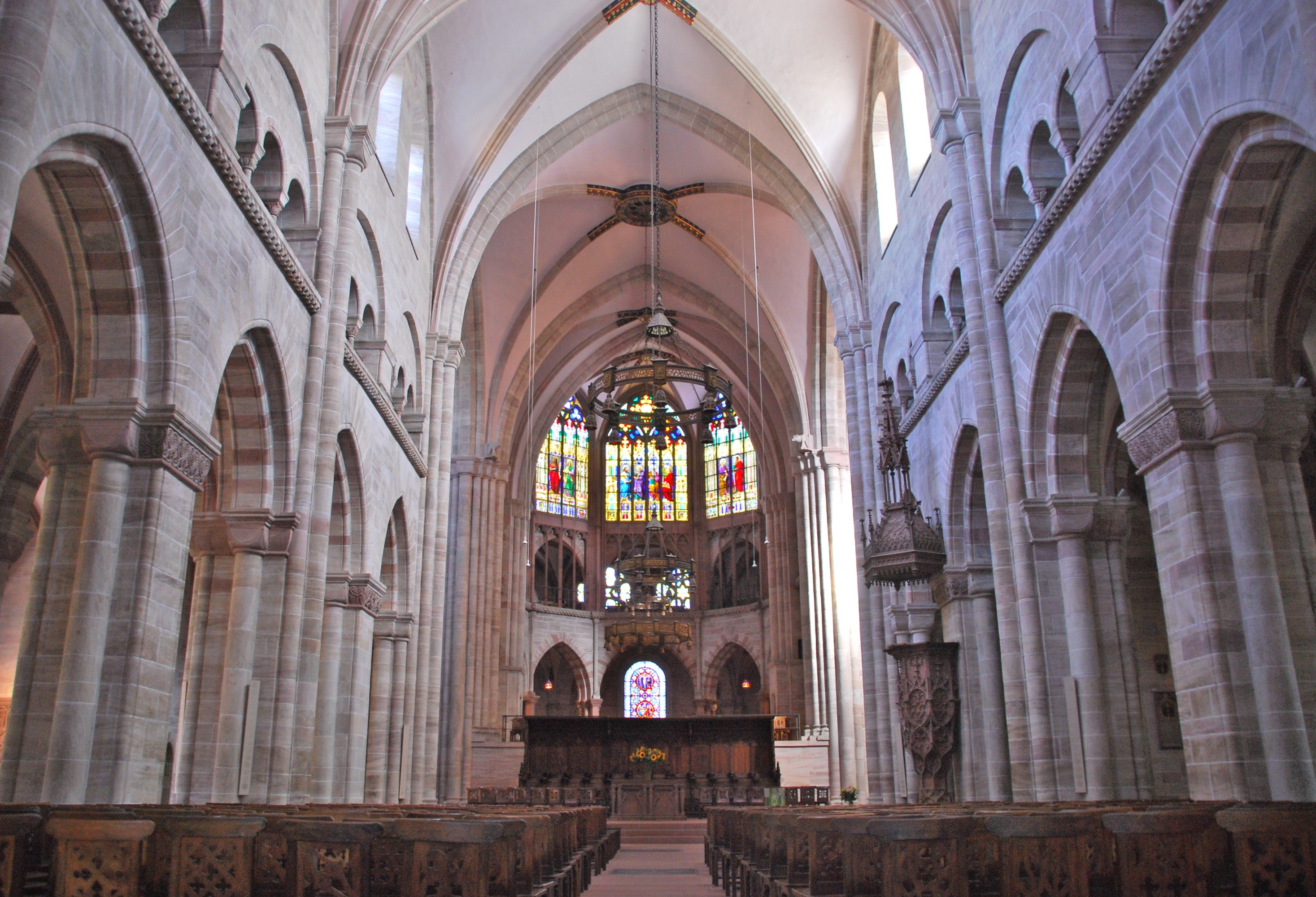
Middenschip

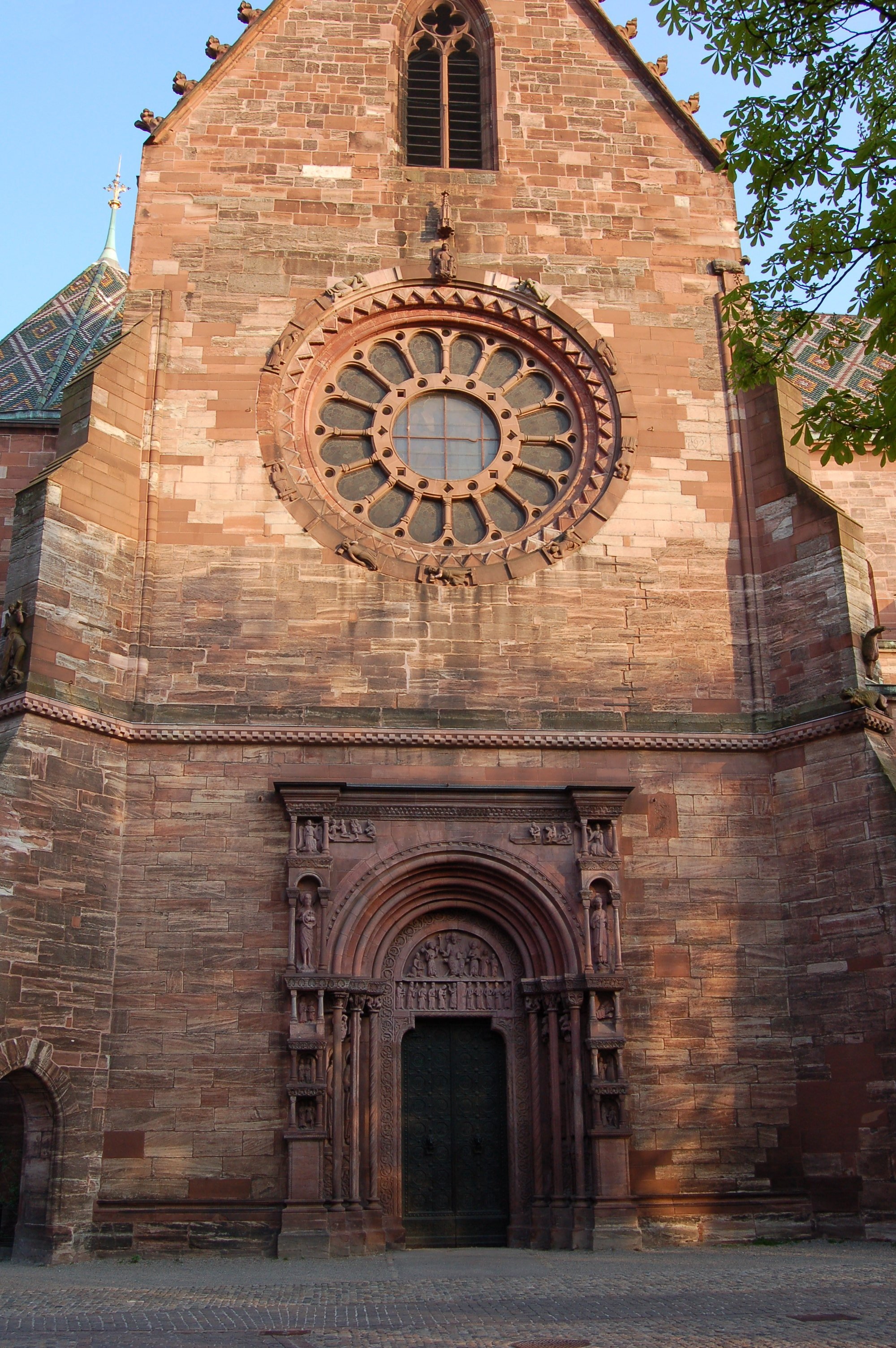
Galluspoort en Glücksrad

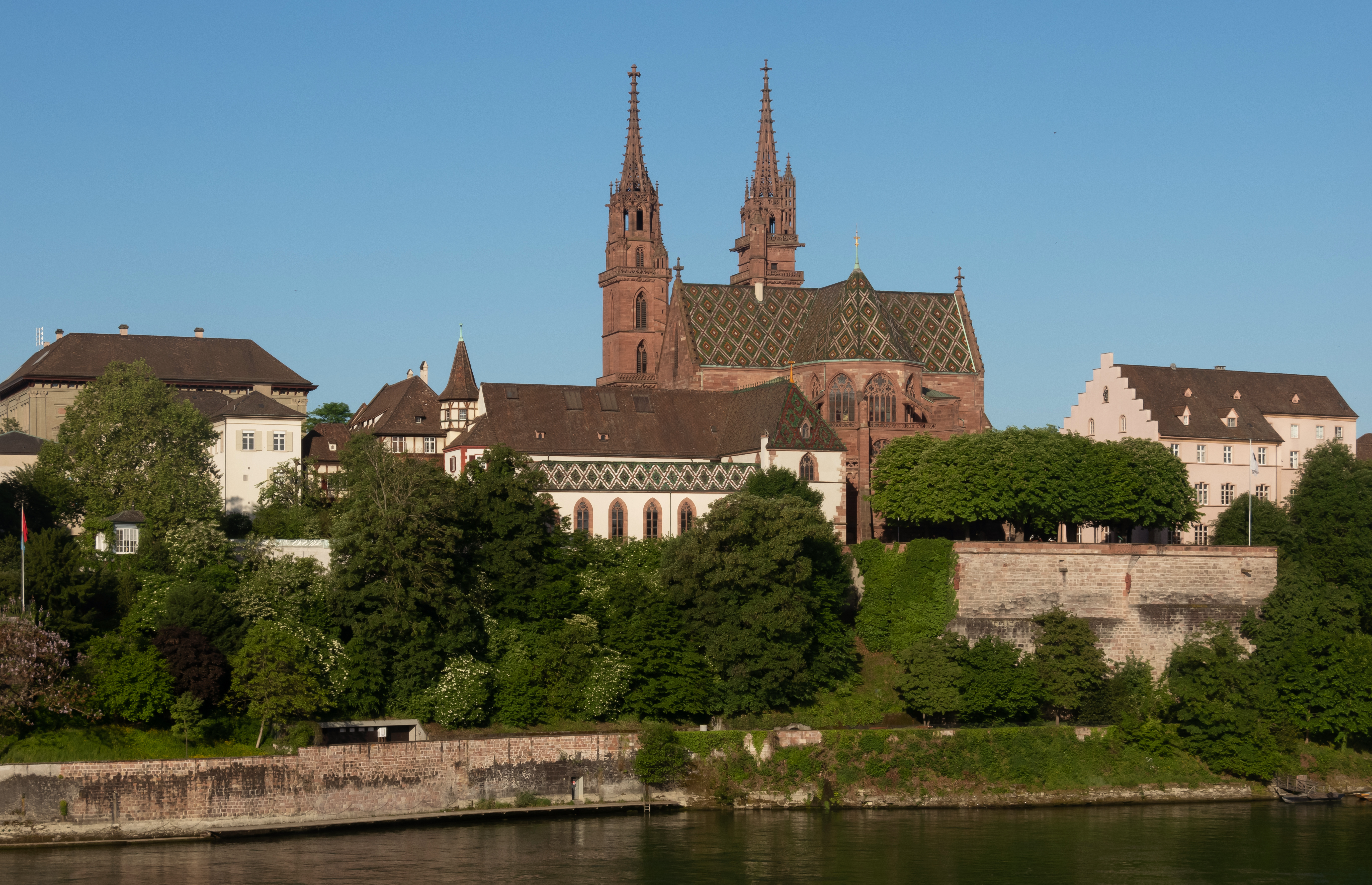
Het Munster van Bazel vanuit het oosten

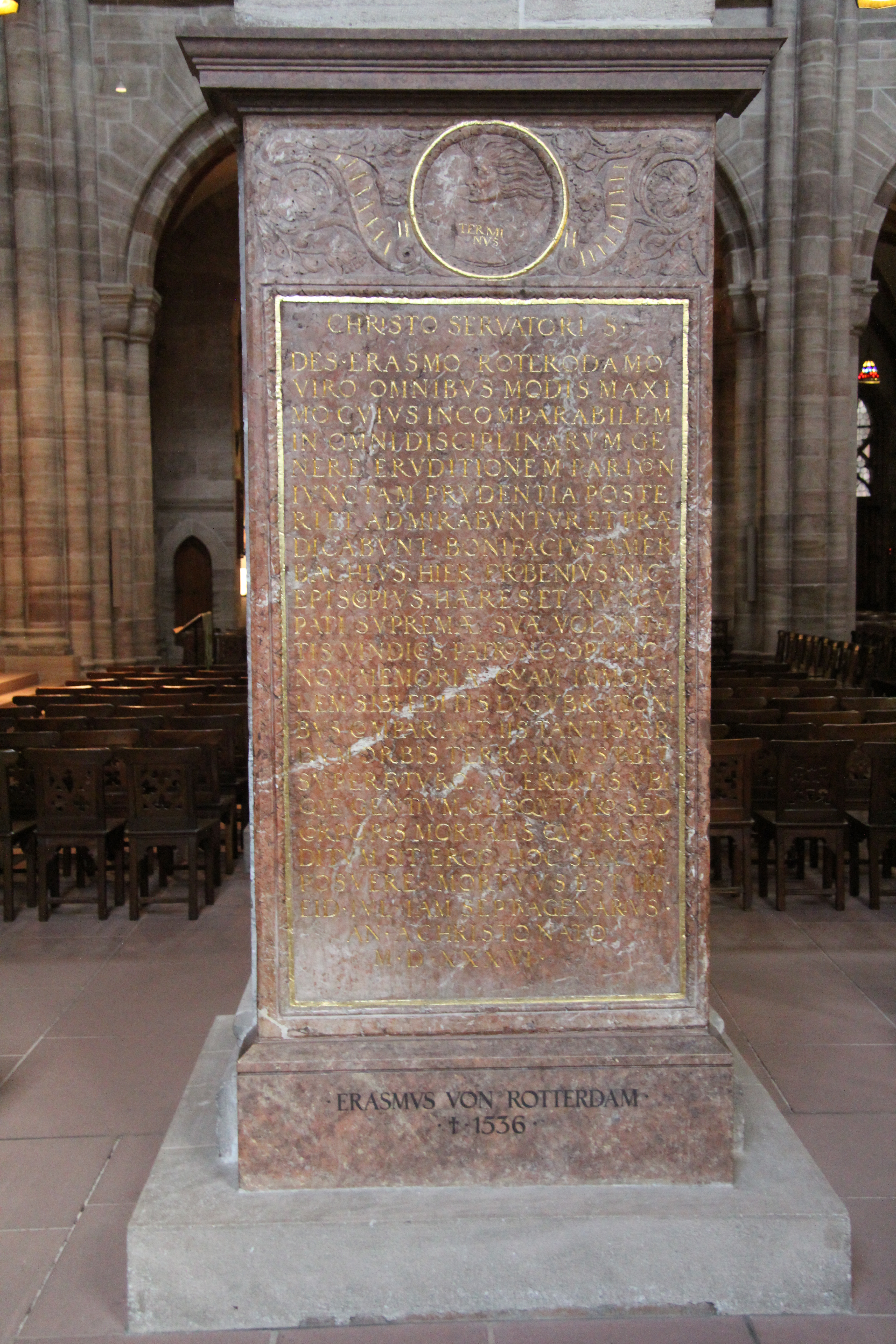
Grafsteen van Erasmus in de Munster van Bazel

Het munster van Bazel (Duits: Basler Münster) is de voornaamste kerk in de Zwitserse stad Bazel. De kerk werd gebouwd van 1019 tot 1500 in romaanse en gotische stijl en staat op de Münsterplatz. Van oorsprong is het een bisschopskerk; sinds de reformatie is de kerk in protestantse handen. In het munster — de aanduiding slaat op de statuur van de kerk, niet op een functie als kloosterkerk — bevindt zich het graf van Erasmus.

## Geschiedenis
Het munster werd onder bisschop Adalberto II gebouwd op initiatief van keizer Hendrik II en verving een karolingische voorloper. Dit Heinrichsmünster werd in 1019 ingewijd. Resten van deze kerk zijn nog zichtbaar aan de basis van de noordwestelijke Georgsturm. Uit een wat latere fase dateert de Galluspoort (1150-1170) in de noordfaçade van het transept, dat geldt als het voornaamste romaanse beeldhouwwerk in Zwitserland.
De beide gotische westtorens, de Georgsturm (64,2 m, noordelijk) en de Martinsturm (62,7 m, zuidelijk) dateren van na de aardbeving van 1356, die grote schade toebracht aan de kathedraal. De torens zijn genoemd naar de ridderheiligen Sint-Joris en Sint-Maarten. De Georgsturm werd in 1429 voltooid en was een ontwerp van Ulrich von Ensingen, die ook de munsters van Ulm en Straatsburg hun gotische aanzien had gegeven. De Martinsturm kwam in 1500 gereed. De beide westtorens vormen samen het dubbeltorenfront.
Het middenschip is driebeukig en 65 meter lang en 32,5 meter breed. Onder het koor bevindt zich een crypte. In de apsis bevinden zich afbeeldingen van de bisschoppen Lütold von Aarburg (1191–1213) en Albero.
Het graf van Erasmus bevond zich oorspronkelijk in het middenschip, maar werd in de 19de eeuw verplaatst. De humanist verbleef vele jaren in Bazel: van 1514 tot 1516, van 1521 tot 1529 en van 1535 tot 1536. Belangrijke interieurstukken zijn ook de Vincentiustafel en de
Aposteltafel: beide reliëfs zijn oorspronkelijk altaarstukken en dateren van omstreeks 1100. Het gotische doksaal werd in de 19de eeuw naar de westkant van de kerk verplaatst en dient als orgeltribune. Het huidige orgel werd in 2003 in gebruik genomen.
In 1977 kreeg de Amerikaanse kunstenaar Brice Marden de opdracht om nieuwe glas-in-loodramen voor het koor te ontwerpen. Marden werkte vijf jaar aan de opdracht, maar zijn ontwerp werd niet uitgevoerd. De opdracht resulteerde wel in een serie schilderijen, de Window Study Paintings.
Tot het munster behoort een dubbele kruisgang, de kleine kruisgang uit 1467 tot 1480 en de grote kruisgang.
|  |

### Gebouw
- Kunsthistorische Informationen zum Basler Münster
- Webpräsenz des Basler Münsters (Seite der Kirchengemeinde)
- Besteigung der Münstertürme als Diavortrag

### Concerten en orgel
- Münsterconcerten
- Orgel

- Gemeinsame Normdatei: 4120970-9
- Library of Congress Control Number: n84211668
- Nationale Bibliotheek van Tsjechië: olak20231201374
- Nationale Bibliotheek van Israël: 987007604457805171
- Système universitaire de documentation: 029079047
- Virtual International Authority File: 136097657